# Cai Qi

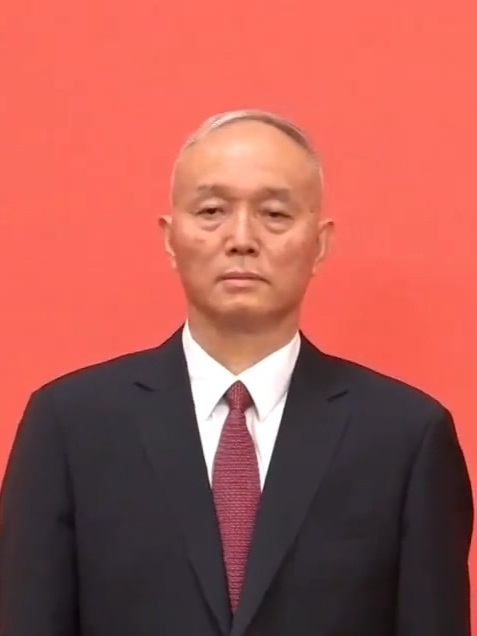
Cai Qi (2022)

Cai Qi (chinesisch 蔡奇, Pinyin Cài Qí; * 5. Dezember 1955 im Kreis Youxi in der Provinz Fujian) ist ein chinesischer Politiker und seit Oktober 2017 Mitglied des 19. und 20. Politbüros der Kommunistischen Partei Chinas. Er ist Sekretär der Kommunistischen Partei Chinas für die Hauptstadt Peking und war im Jahr 2017 Bürgermeister von Peking. Bekannt wurde Cai durch seinen Umgang mit Sozialen Medien und seinen unorthodoxen Regierungsstil. Er wurde am 23. Oktober 2022 in den  Ständigen Ausschuss des Politbüros der Kommunistischen Partei Chinas gewählt.

## Werdegang
Cai wurde am 5. Dezember 1955 im Kreis Youxi der Provinz Fujian geboren. Während der Kulturrevolution war er ab dem Jahr 1973 auf dem Land zum Arbeiten. Im Jahr 1975 trat er in die KP Chinas ein. Sein Studium der Politischen Bildung schloss er im Jahr 1978 an der Fujian Normal Universität ab. Von 2010 bis 2013 war er Direktor der Organisationsabteilung des Provinzkomitees der Kommunistischen Partei der Provinz Zhejiang. Von 2013 bis 2014 war er Vizegouverneur der Volksregierung der Provinz Zhejiang. Zu dieser Zeit war Xi Jinping Parteichef der Provinz Zhejiang.

## Politische Karriere in Peking
Von 2014 bis 2016 war Cai geschäftsführender Direktor des Sekretariats für die Zentrale Nationale Sicherheitskommission in Peking. Anschließend wurde er Vize-Bürgermeister und schließlich im Jahr 2017 war er als Nachfolger von Wang Anshun Bürgermeister von Peking, bis er am 27. Mai 2017 zum Sekretär des Pekinger Parteikomitees ernannt wurde. Kaum jemand in der VR China ist derart zügig befördert worden. Dies wird darauf zurückgeführt, dass er zu den engsten Verbündeten von Xi zählt und dieser die Hauptstadt als möglichen Brennpunkt in den Händen eines Vertrauten wissen will. Chen Jining wurde neuer Bürgermeister von Peking. Er ist zum Mitglied des Politbüros des 19. Zentralkomitees der KP Chinas berufen worden, ohne vorher im Zentralkomitee der KP Chinas gewesen zu sein.

## Soziale Medien
Cai zählte zu den wenigen chinesischen Politikern, die sich sozialer Medien bedient haben. Einige seiner Ansichten, die er in seiner Zeit in Zhejiang auf Tencent Weibo, einer Twitter ähnlichen Plattform, geteilt hatte, lagen nicht auf der Parteilinie. 2011 beklagte er die Tatsache, dass chinesische Zensoren den Zugang zu Facebook blockiert hätten. Als Im Jahre 2012 ein kleiner Junge von einem Hund in Zhejiang angegriffen und schwer verletzt wurde, posteten die Eltern Bilder von ihrem verletzten Sohn auf einem Blog. Der Hund zählte zu einer Regierungsabteilung und Cai arrangierte eine Entschädigungszahlung, was ihn in der Bevölkerung Anerkennung einbrachte. Der Account von Cai hieß ein Bolschewi und hatte mehrere Millionen Follower. Er befürwortete die Transparenz von sozialen Medien. Mit seinem Wechsel nach Peking hat er seine Aktivitäten in den sozialen Medien eingestellt.